# Strauss GmbH & Co. KG
Die Strauss GmbH & Co. KG ist ein Verkehrsunternehmen mit Sitz in Tettnang. Das Unternehmen ist Teil des Bodensee-Oberschwaben Verkehrsverbund (bodo).

## Geschichte
Das Unternehmen wurde 1961 von Josef Strauss gegründet. Nach dem Tod Strauss' übernahmen die Leitung dessen Ehefrau Rosemarie und deren gleichnamige Kinder Josef und Rosemarie. Ende der 1990er Jahre wurden Teile des Unternehmens verkauft und die Familie Strauss gab die Geschäftsführung des Unternehmens auf. Seit dem 7. Mai 2001 betreibt das Unternehmen neben den Regionalbuslinien auch den Stadtbus in der Stadt Tettnang. 2016 stieg die Familie Strauss aus dem Unternehmen aus. Seitdem gehört es ausschließlich zwei Busunternehmern aus Bermatingen und Laupheim.
Es werden diverse Schulbuslinien im Tettnanger Umkreis bedient, unter anderem von Tettnang nach Kressbronn, Langenargen, Eriskirch, Friedrichshafen und Meckenbeuren.
Außerdem bietet das Unternehmen Busreisen an und bietet die Möglichkeit für Gruppen, Busse und Fahrer zu individuellen Zielen zu buchen.

## E-Busse
Im Jahr 2025 wurden zehn Busse mit elektrischem Antrieb der Marke MAN in Betrieb genommen. Bis zum Jahr 2030 soll laut den aktuellen Plänen die gesamte Flotte aus 25 Elektrobussen bestehen. Dieses Projekt wurde durch das Bundesverkehrsministerium mit rund 3,2 Mio. Euro gefördert. Zusätzliche Fördergelder in Höhe von bis zu drei Mio. Euro bis zum Ende des Projekts hat der Bodenseekreis zugeschossen. In dem Gesamtprojekt enthalten sind auch eine Werkstatt, Ladestationen, mit der die Energie für einen kompletten Tag (bei idealen Bedingungen) in zwei bis drei Stunden geladen werden kann sowie in einem weiteren Ausbauschritt eine Überdachung mit einer Photovoltaikanlage, mit der über 33 % des Energiebedarfs der Busse erzeugt werden soll.
Die Förderung des Verkehrsministeriums erfolgt im Rahmen der „Richtlinie zur Förderung alternativer Antriebe von Bussen im Personenverkehr“. Strauss bekam als eines von wenigen privaten Unternehmen einen Zuschlag zu dem Förderprogramm. Laut eigener Aussage ist das Unternehmen eines der ersten deutschlandweit, das im ländlichen Raum überhaupt Elektrobusse einsetzt und gleichzeitig einzigartig in dieser Größenordnung.